# 민주주의연합 (그리스)
민주주의연합(그리스어: Δημοκρατική Συμπαράταξη 디모크라티키 심바라탁시[*])은 그리스의 친유럽주의 정당이다. 2015년 그리스 총선거 당시 범그리스 사회주의 운동, 민주좌파연합과 연대와 동시에 창당했으며, 2018년 해산되었다. 